# RŽD-Baureihe ЭП20
Die Lokomotiven der Baureihe ЭП20 (EP20) der Russischen Eisenbahnen (RŽD) sind breitspurige (1520 mm) Elektrolokomotiven. Sie wurden von einem Joint Venture von Alstom und Transmashholding entwickelt und 2010 von der Elektrolokomotivenfabrik Nowotscherkassk vorgestellt.
Im Mai 2010 bestellten die RŽD 200 Lokomotiven dieser Baureihe, die zwischen Frühjahr 2011 und 2020 ausgeliefert werden sollten.
Die elektrische Ausrüstung mit IGBT-Stromrichtern und Drehstrom-Asynchronmotoren wurde von Alstom entwickelt, während Transmashholding die Drehgestelle fertigte und die Lokomotiven in Nowotscherkassk endmontierte. Die ЭП20 sind für Temperaturen von −50 °C ausgelegt.